# Reggie Upshaw
Reginald Eugene Upshaw Jr. (* 7. April 1995 in Chattanooga, Tennessee) ist ein US-amerikanischer Basketballspieler. Nach dem Studium in seinem Heimatland begann Upshaw eine professionelle Karriere in Europa, bei der er zunächst in der Basketball-Bundesliga 2017/18 für den deutschen Erstligisten Walter Tigers Tübingen spielte. Im Juli 2018 wechselte er in die spanische Liga ACB zum andorranischen Club BC Andorra.

## Karriere
Upshaw erreichte seine Hochschulqualifikation an der Baylor School in seiner Heimatstadt, wo er neben Basketball auch im American Football und in der Leichtathletik aktiv war. Im Hochsprung erreichte er sogar eine Staatsmeisterschaft als Jugendlicher und Reggie jr. strebte zunächst danach, wie sein Vater ein Hochschulstipendium im American Football zu erreichen. Eine Knöchelverletzung im Sommer seines letzten Schuljahres minderte jedoch das Interesse von Hochschulen im American Football und so entschied sich Reggie jr. für die Middle Tennessee State University, an der bereits sein Vater studiert hatte, jedoch für die Basketballmannschaft. Zu Studienbeginn von Upshaw war die Hochschulmannschaft Blue Raiders gerade von der Sun Belt Conference in die Conference USA (C-USA) gewechselt. Nachdem man in der Sun Belt zu den führenden Mannschaften gezählt hatte, erreichte die Basketballmannschaft auch in der C-USA gleichauf den ersten Platz nach der regulären Saison, verpasste aber im Conference Tournament eine Qualifikation für die landesweite NCAA-Endrunde oder ein anderes Postseason-Tournament. Ein Jahr darauf reichte es nach der Finalniederlage im Conference Tournament zumindest zur Teilnahme am CollegeInsider.com Postseason Tournament (CIT), bei dem jedoch das Auftaktspiel gegen die Kent State Golden Flashes verloren ging. Im dritten Jahr in der C-USA reichte es erstmals zum Sieg im Conference Tournament, bei dem Upshaw als Most Valuable Player ausgezeichnet wurde, und damit auch zur Qualifikation für die NCAA-Endrunde. Hier war man in seiner Region an 15 gesetzt und spielte zum Auftakt gegen den an 2 gesetzten, von Tom Izzo trainierten Titelfavoriten Michigan State Spartans. In einer bis dato größten Überraschung in der Geschichte des NCAA-Tournament gewannen die Blue Raiders vor allem nach einer starken Leistung von Upshaw, der mit 21 Punkten Topscorer seiner Mannschaft war, gegen die hoch gehandelten Spartans. In der folgenden Runde verlor man jedoch deutlich mit 25 Punkten gegen die Syracuse Orange. Nachdem man in der folgenden Saison den Titelgewinn im Conference Tournament wiederholen konnte, reichte es in Upshaws Abschlussjahr erneut zu einem Erstrundengewinn gegen die favorisierten Minnesota Golden Gophers, eine weitere Zweitrundenniederlage gegen die Butler Bulldogs bedeutete dann jedoch das Ende von Upshaws NCAA-Karriere.
Nachdem Upshaw im NBA-Draft 2017 von keinem Klub der am höchsten dotierten Profiliga NBA ausgewählt worden war, erreichte er über „Workouts“ die Teilnahme an der NBA Summer League 2017 im Trikot der Milwaukee Bucks. Schließlich unterschrieb Upshaw bereits Mitte Juli einen Vertrag beim deutschen Erstligisten Walter Tigers aus Tübingen für die Basketball-Bundesliga 2017/18 und startete seine professionelle Karriere in Europa. Die Tigers, die zuletzt in der BBL-Saison 2012/13 einen Platz im Tabellenmittelfeld belegt hatte und danach nur noch im unteren Tabellendrittel der Abschlusstabellen zu finden waren, legten erneut einen schlechten Saisonstart hin und blieben in den ersten zehn Saisonspielen unter Trainer Tyron McCoy sieglos, bevor dieser entlassen wurde. Unter dem neuen Trainer Mathias Fischer gelang zur Premiere ein Sieg gegen den Konkurrenten BG Göttingen, bevor eine weitere Niederlagenserie den Abstieg der Tübinger nach 15 Jahren ununterbrochener Zugehörigkeit zur höchsten Spielklasse frühzeitig besiegelte. Im Gegensatz zu seinen zumeist erfahreneren Mannschaftskameraden wusste Rookie Upshaw zumeist zu überzeugen und war Topscorer und bester Rebounder seiner Mannschaft.
Auch 2018 nahm er an der NBA Summer League teil, diesmal mit der Mannschaft der Los Angeles Clippers. Danach wechselte er zurück nach Europa zum BC Andorra.